# Jerzy Łagoda
Jerzy Łagoda (ur. 2 czerwca 1924 w Łomży, zm. 27 marca 2001 w Krakowie) – generał brygady pilot Wojska Polskiego.

## Życiorys
Syn policjanta Aleksandra i Katarzyny z d. Kuźmin. Uczył się w gimnazjum w Suwałkach, a w latach 1939–1940 w Gimnazjum im. R. Traugutta w Swisłoczy, gdzie zdał małą maturę. Po zajęciu tych terenów przez Armię Czerwoną został 10 lutego 1940 wraz z rodziną deportowany przez NKWD do obwodu archangielskiego, osiedle Ługowoj, gdzie pracował jako robotnik. W 1942 wyjechał do południowego Kazachstanu, do miejscowości Burnoje, gdzie był nauczycielem w polskim sierocińcu. W tym okresie ukończył również radziecką szkołę 10-letnią.
Służbę wojskową w Polskich Siłach Zbrojnych w ZSRR rozpoczął jako ochotnik w maju 1943 w obozie w Sielcach nad Oką. Przydzielony do 1 Dywizji Piechoty im. Tadeusza Kościuszki, gdzie został działonowym w baterii artylerii 2 pułku piechoty. Po ukończeniu 11 października 1943 Oficerskiej Szkoły Artylerii przy 1 DP został przydzielony do 1 pułku artylerii lekkiej na stanowisko dowódcy plutonu dowodzenia 9 baterii. Wziął udział w bitwie pod Lenino, a 11 listopada 1943 na mocy rozkazu dowódcy 1 Korpusu Polskich Sił Zbrojnych w ZSRR został awansowany na stopień podporucznika artylerii. Od grudnia 1943 zastępca komendanta Podoficerskiej Szkoły Artylerii przy 1 PAL do spraw liniowych. Od maja do czerwca 1944 pełnił krótko funkcję dowódcy szkoły podoficerów polityczno-wychowawczych, a następnie został szefem zwiadu dywizjonu artylerii. Podczas walk o Warszawę był ranny 22 sierpnia 1944 pod Górą Kalwarią oraz 14 września 1944 podczas walk o Pragę. Od października 1944 był szefem zwiadu 1 PAL, a od grudnia 1944 dowódcą baterii haubic w tym pułku. Uczestniczył w walkach w rejonie Warszawy (styczeń 1945), na Wale Pomorskim, w forsowaniu Odry i szturmie Berlina. 
Po zakończeniu wojny, w lipcu 1945 powrócił na stanowisko szefa zwiadu 1 PAL. Od listopada 1946 do czerwca 1947 szkolił się w Centrum Wyszkolenia Artylerii w Toruniu, gdzie ukończył kurs szefów sztabu pułków artylerii. W pierwszych latach powojennych brał udział w walkach z podziemiem o utrwalenie władzy ludowej. Od czerwca 1947 do marca 1948 ukończył kurs dowódców jednostek lotniczych w Oficerskiej Szkole Lotniczej w Dęblinie oraz kurs pilotażu i uzyskał tytuł pilota wojskowego. Rozpoczął wówczas służbę w Wojskach Lotniczych na stanowisku zastępcy dowódcy 7 pułku bombowców nurkujących ds. liniowych. W grudniu 1949, ze względu na przeszłość jego ojca został przeniesiony do dyspozycji Departamentu Personalnego ON, a w styczniu 1950 wyznaczony na dowódcę 26 szkolnej eskadry oficerów lotnictwa w OSL w Dęblinie. Z kolei w kwietniu 1951 został dowódcą 9 eskadry szkolenia podstawowego OSL w Dęblinie. W związku z faktem, że jego ojciec Aleksander został skazany na 12 lat więzienia za "działalność antyludową w okresie okupacji", ze względów politycznych został w grudniu 1951 zwolniony z wojska i przeniesiony do rezerwy. Od kwietnia 1952 pracował jako instruktor w Lidze Lotniczej przy Lidze Przyjaciół Żołnierza. 
Po przemianach politycznych w kraju został w maju 1955 przywrócony do zawodowej służby wojskowej (na wniosek prezesa Zarządu Głównego Ligi Przyjaciół Żołnierza gen. bryg. Józefa Turskiego). Początkowo służył na stanowisku kierownika wyszkolenia Aeroklubu LPŻ w Warszawie, a od lutego 1957 był pomocnikiem dowódcy 7 pułku lotnictwa bombowego do spraw pilotowania. 30 września 1959 został dowódcą tego pułku. W kolejnych latach służby pełnił następujące funkcje dowódcze: 
- od stycznia 1960 do lipca 1961 (formalnie do 1963) - dowódca 15 Dywizji Lotnictwa Bombowego;
- od lipca 1961 do sierpnia 1963 - wyższe studia wojskowe w Wojskowej Akademii Sztabu Generalnego Sił Zbrojnych ZSRR im. K.J. Woroszyłowa w Moskwie;
- od września 1963 do marca 1964 – dowódca 7 Brygady Lotnictwa Bombowego w Powidzu;
- od marca 1964 do października 1967 – dowódca 16 Dywizji Lotnictwa Myśliwsko-Szturmowego w Pile;
- od października 1967 do lipca 1970 – dowódca 2 Brandenburskiej Dywizji Lotnictwa Myśliwsko – Szturmowego w Pile;
- od grudnia 1969 do listopada 1972 – zastępca Dowódcy Wojsk Lotniczych ds. techniki i zaopatrzenia;
- od listopada 1972 do sierpnia 1979 – zastępca szefa Inspekcji Sił Zbrojnych ds. lotnictwa i OPK;
- od sierpnia 1979 do grudnia 1980 – zastępca szefa kierunku zachodniego w Zarządzie I Wojsk Lotniczych Sztabu Zjednoczonych Sił Zbrojnych Państw - Uczestników Układu Warszawskiego w Moskwie;
- od maja 1981 do kwietnia 1984 – doradca szefa Głównego Zarządu Szkolenia Bojowego ds. lotnictwa.

9 października 1968 na mocy uchwały Rady Państwa PRL został awansowany na stopień generała brygady; nominację wręczył mu w Belwederze 12 października 1968 przewodniczący Rady Państwa marszałek Polski Marian Spychalski.
Był pilotem wojskowym I klasy z nalotem ogólnym około 4000 godzin.
16 kwietnia 1984 został przeniesiony w stan spoczynku. 2 kwietnia 1984 uroczyście pożegnany przez ministra obrony narodowej gen. armii Floriana Siwickiego oraz szefa Głównego Zarządu Politycznego WP gen. broni dr Józefa Baryłę w związku z zakończeniem zadowodej służby wojskowej. Był jednym z dwóch dowódców jedynej polskiej dywizji lotnictwa bombowego. 
Zmarł w szpitalu w Krakowie. Pochowany na Cmentarzu wojskowym przy ul. Prandoty w Krakowie (kwatera 4 woj.-III-10).

## Awanse
W trakcie wieloletniej służby w ludowym Wojsku Polskim otrzymywał awanse na kolejne stopnie wojskowe:
- podporucznik - 11 listopada 1943
- porucznik - 27 kwietnia 1945
- kapitan - 12 marca 1946
- major - 9 grudnia 1950
- podpułkownik - 12 października 1958
- pułkownik - 16 września 1963
- generał brygady - 9 października 1968

## Życie prywatne
Jego ojciec w czasie okupacji był podoficerem AK, po wojnie był represjonowany. Po przejściu w stan spoczynku gen. Łagoda mieszkał w Ustroniu koło Cieszyna. Od 1953 był żonaty z Antoniną Teresą z domu Gontarz.

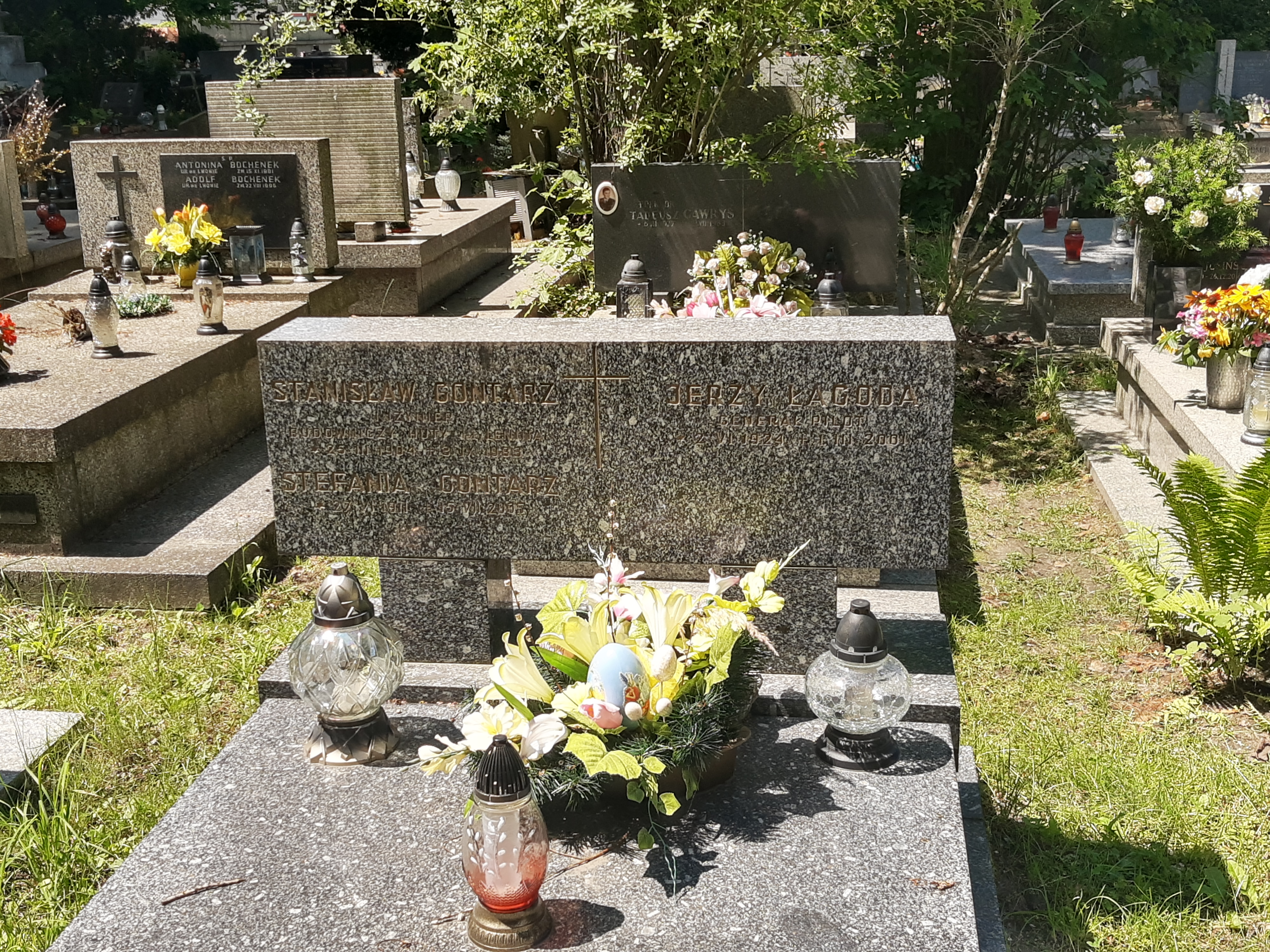
Grób gen. Jerzego Łagody na cmentarzu wojskowym przy ul. Prandoty w Krakowie

## Odznaczenia (wybrane)
- Krzyż Oficerski Orderu Odrodzenia Polski (1965)
- Order Krzyża Grunwaldu III klasy (1946)
- Krzyż Walecznych (dwukrotnie w 1945)
- Medal „Za udział w walkach w obronie władzy ludowej”
- Medal 10-lecia Polski Ludowej
- Medal za Warszawę 1939–1945
- Medal za Odrę, Nysę, Bałtyk
- Medal Zwycięstwa i Wolności 1945
- Złoty Medal „Siły Zbrojne w Służbie Ojczyzny”
- Srebrny Medal „Siły Zbrojne w Służbie Ojczyzny”
- Brązowy Medal „Siły Zbrojne w Służbie Ojczyzny”
- Medal „Za udział w walkach o Berlin”
- Złoty Medal „Za Zasługi dla Obronności Kraju”
- Srebrny Medal „Za Zasługi dla Obronności Kraju”
- Brązowy Medal „Za Zasługi dla Obronności Kraju”
- Odznaka tytułu honorowego „Zasłużony Pilot Wojskowy PRL”
- Złota Odznaka „Zasłużony Działacz Kultury Fizycznej” (1975)[5]
- Odznaka Kościuszkowska
- Srebrna odznaka honorowa „Za Zasługi dla Warszawy” (1965)[6]
- Medal "Za długoletnią, ofiarną służbę" (nadany przez ministra obrony narodowej, 1984)
- Order Wojny Ojczyźnianej I klasy (ZSRR) (1945)
- Order Wojny Ojczyźnianej II klasy (ZSRR) (1945)